# Abe Coleman
Abe Coleman, nascido como Abe Kelmer,(Żychlin, Polônia, 20 de Setembro de 1905 – Queens, Nova Iorque, 28 de Março de 2007) foi um wrestler profissional polaco radicado nos Estados Unidos que era, na data da sua morte, o mais velho membro desta profissão no mundo.

## Carreira
Coleman nasceu em Żychlin na Polónia, e mudou-se para os Estados Unidos em 1923, via Canadá. A primeira competição de Coleman teve lugar em Nova Iorque em 1928 quando o promotor local, Rudy Miller, lhe ofereceu 25 dólares para lutar depois de tê-lo visto num ginásio de Brooklyn.
A notabilidade de Coleman veio com a aclamação de que ele inventara o dropkick (manobra de wrestling). Ele afirmou que o movimento se inspirava nos cangurus que vira durante uma viagem à Austrália em 1930.
Coleman teve alcunhas como Hebrew Hercules e Jewish Tarzan. Sendo judeu, ele lutou numa época em que eram poucos os atletas judeus, e sofreu na pele o antissemitismo.
Coleman retirou-se do wrestling em 1958, tendo servido depois disso como juiz da modalidade, e inspector de matrículas de automóveis para o Departamento de Veículos Motorizadps do Estado de Nova Iorque. Os interesses de Coleman fora do wrestling incluíam o pôquer e as corridas de cavalos.
Coleman morreu no dia 28 de Março de 2007 numa enfermaria de Queens, Nova Iorque, aos 101 anos de idade. A sua esposa, June Miller, com quem casou em 1939, morreu em 1987.

## Golpes
- Dropkick - Inovador
- Flying tackle
- Airplane spin
- The Reacharound